# Ольховка (Железногорский район)
Ольхо́вка — посёлок в Железногорском районе Курской области. Входит в состав Трояновского сельсовета.

## География
Посёлок расположен в 8 км к северо-западу от Железногорска на восточном берегу пруда на реке Буковице, в 0,5 км от границы с Орловской областью. Высота над уровнем моря — 249 м.

## История
В 1937 году в посёлке было 15 дворов. На карте 1941 года обозначен как Ольховский.

## Население
| 1926 | 1979 | 2002 | 2010 |
| ---- | ---- | ---- | ---- |
| 73   | ↘35  | ↘12  | ↘8   |